# Корнелія Лентула
Корнелія Лентула (*Cornelia, 55 —91) — весталка Стародавнього Риму за часів останніх Юліїв-Клавдіїв та Флавіїв.

## Життєпис
Походила з патриціанського роду Корнеліїв-Лентулів. У 62 році була включена до колегії весталок, тобто коли їй було 8 років, ще за часів Веспасіана.Звинувачувалася в порушенні цнотливості, проте була виправдана. У 91 році була старшою весталкою.
Вдруге була звинувачена у перелюбстві з Целером і Ліцініаном.Злочин був скоєний на свято Доброї Богині, злочинець переодягнувся у жінку,таким чином зміг наблизитися до Корнелії.«Знову і знову повертався він до того,що трапилося, не розумів,не розумів самого себе.Який злий дух вселив йому думку пробратися переодягненим на свято Доброї Богині?Адже навіть мала дитина могла би сказати, що при Доміціані, незважаючи на їх дружбу, таке не пройде безслідно.Будь-що пробачив би йому імператор,але не це.При цьому Кріспін навіть не думав про образу богів,він тільки тому пробрався на свято Доброї Богині,бо не бачив іншого способу наблизитися до Корнелії. Так само вчинив колись і Клодій,знаменитий за часів Юлія Цезаря,щоб наблизитися до дружини Цезаря,доступ до якої був дуже складним.Йому все зійшло з рук.»
Імператор Доміціан засудив Корнелію до смерті, навіть не допитавши. Корнелія була похована живцем,але до самої смерті заперечувала свою провину й зберігала власну гідність.Корнелію вважали найкрасивішою, найдобрішою та найпривітнішою з усіх весталок, яку коли-небудь знав народ.Зустріти на вулиці візок з Корнелію вважалося найбільшим щастям.
«Вони, ці шість дів, втілювали в собі просту, урочистість, чистоту, гідність, вони були берегинями вогнища.... Невинність і пильність стали для Корнелії природними властивостями.
Весталки мали багато почесних титулів. Їй, Корнелії, найдорожчим був титул Amata (Улюблениця), і вона вважала, що носить його по праву. Вона відчувала себе коханою не однією якою-небудь людиною, але богами, сенатом і народом Рима. Звичайно, між шістьма дівчатами, які постійно жили разом, не обходилося без спалахів ревнощів; але навіть в колі сестер-весталок вона була найулюбленішою.»
«Вона знала, що після її виключення всіх трьох весталок, що вступили в святилище пізніше неї, підвищили в ранзі.  Скоро, як тільки імператор повернеться, двадцять дівчаток, - усі молодші десяти років, і у всіх батьки з найдавніших родів, - будуть представлені як кандидатки, і одну оберуть на місце шостої весталки, замінять Корнелію. Прийняття в святилище Вести було однією з найвищих почестей, якими могли нагороджувати боги і імперія.  Дівчата з найдавніших родів мріяли про цю почесть, навколо тієї, на кого впаде жереб, йшла боротьба.  Чи дізнається Корнелія, хто замінив її?
Але хто б не була ця нова весталка, Корнелія заздалегідь заздрила тому життю, яке буде вести вона і яке раніше вела сама Корнелія, - це життя було прекрасним.  Рівно двадцять років провела Корнелія в святилищі;  це були одноманітні, суворо розмірені роки, де були розписані кожен день, година, хвилина.  І все ж - якими чудесно-хвилюючими були дні цього життя;  вони спливали тихо, рівномірно,і все ж були несхожими один на одного.  Вона відчувала себе подібною річці - так плавно все йшло, таке все було налагоджене, підпорядковане вищому закону.
Тихі, благочестиві веселощі, які народ бачив на обличчі Корнелії, коли на великі свята весталки йшли разом з процесією, ці тихі, благочестиві веселощі, за які її вважали кращою серед інших п'яти весталок, і вона стала улюбленицею всього міста.Це аж ніяк не було маскою.З першого ж дня, коли її восьмирічною дівчинкою привели до храму Вести, вона відчула себе тут як вдома.Пригніченості, яка часом начебто траплялася з іншими дівчатками у сутінках святого храму, вона не зазнала жодного разу.І не відчула ніякого страху під час пишної урочистій церемонії, коли її батько Лентул передав її верховному жерцеві- їм був тоді Веспасіан - і вона з дитячим запалом повторювала...обітницю, яку давала богині і імперії, - зберегти душу чистою  і тіло незайманим.Потім протягом десяти років її наставницею була ласкава і серйозна Юнія, старша весталка.Обов'язки, покладені на неї, були неважкими, але їх виявилося дуже багато, бо якщо держава хотіла уникнути гніву богині, то треба було бути дуже уважною.Десять років - довгий термін, і можна було настільки все вивчити, що кожен рух ставав очевидним, як подих. До того ж Корнелія вчилася старанно; Дівчата навчалися наповнювати глечики із загостреним дном, стежити за полум'ям в осередку і, слідуючи суворим правилам, підтримувати його, вчилися плести вінки, щоб на святі Вести прикрашати ними ослів світло-сірої масті..., вчилися готувати освячене тісто, що охороняло жінок від біди і хвороб.Всі ці обов'язки були легкими, але їх слід виконувати з гідністю і з грацією, бо багато обрядів відбувалися на очах у всього народу.Коли діви, що присвятили себе Весті, піднімалися на Капітолій, коли вони займали свої почесні місця в театрі або в цирку, завжди десятки тисяч людей дивилися спершу на імператора, а потім відразу ж на них.Корнелія любила обряди, і їй було приємно з’являтися на людях.Вона вміла, як ніхто, служити богині з побожним і веселим видом, немов і не відаючи, що на неї спрямовані сотні тисяч очей.  В душі ж відчувала глибоку радість від того, що очі ці спрямовані на неї і що вона, Корнелія, нікого не розчарує.  Свідомість того, що вона - центральна фігура прекрасного, священного і веселого видовища, наповнювало її радістю, а думка про те, що вона робить обряди зібрано, як того вимагає благо держави, зігрівала їй душу.»

## Смерть
Ліон Фейхтвангер зазначає: «Сенатори з великим небажанням зібралися на засідання, де їм належало винести вирок Корнелії і її спільникові Кріспіну, бо Колегія п'ятнадцяти визнала обох винними.Їм не подобалася необхідність підтвердити своїм авторитетом це сумнівне рішення і ту варварську кару, на якій наполягав імператор. Однак Доміціан довів до їх відома, що буде присутній на засіданні, і це попередження змусило сенаторів з'явитися майже в повному складі.»
«Коли зібралася Колегія п'ятнадцяти,усі почувалися дивно: у випадках злочинів проти релігії тільки від членів Колегії залежало визнання обвинуваченого винним або невинним.  Їм не треба було допитувати ні самого злочинця, ні свідків, жерці відповідали тільки перед богами.Обвинувачений, потрапивши до них у руки, був абсолютно беззахисним.Правда, їм належало вирішення питання лише про винність;міру покарання встановлював сенат.Але так як опротестувати рішення Колегії сенат не міг, а закони цілком зрозуміло встановлювали і форми покарання, сенату залишалася невдячне завдання віддавати наказ про виконання винесеного Колегією вироку.Ввечері римляни, перелякані і схвильовані, передавали один одному рішення Колегії п'ятнадцяти : весталку Корнелію визнано винною в порушенні цнотливості.За цей злочин - порушення цнотливості весталкою - варварський звичай предків встановив варварську кару.Звинувачену повинні були привезти на вербовій плетінці до Коллінських воріт і там знущатися, потім її замуровували живою і, залишивши трохи їжі і світильник, покидали, прирікаючи на повільну смерть.До правління Доміціана,ось уже сто тридцять років,жодній Весталці не висувалося звинувачення в порушенні цнотливості.Доміціан першим знову підняв такого роду справу проти сестер Окулат;проте навіть він не допустив, щоб виконали вирок, він пом'якшив його, дозволив сестрам самим обрати собі смерть.Що він зробить тепер? Що буде з усіма улюбленою і шанованою Корнелією?Невже він наважиться?»
Сум римлян був безмірним:Корнелія була їх улюбленицею.
Біля міського муру,де ховали злочинців,була викопана землянка. У ній, проявляючи повагу до Вести,але аж ніяк не до її служниці,залишили ліжко,запалений світильник і невеликий запас води та їжі. Корнелію привезли у наглухо зачиненому візку,і народ розступився перед нею у гіркому мовчанні.
Після обряду, проведеного Верховним жерцем, Корнелія почала спускатися сходами в свій останній притулок,і її сукня за щось зачепилась. Один з катів хотів їй допомогти, але весталка відштовхнула його руку з таким жахом, що кожний зрозумів, до якої міри вона боялася дотику чоловіка. Як писав Пліній, «оберігала своє чисте тіло від його брудного дотику». Корнелія йшла на смерть гідно. Говорили, що хтось із друзів встиг передати їй склянку отрути, а варта не наважилася обшукати її. Корнелія була похована заживо.

## Описи в літературі
Сумна доля весталки Корнелії була описана не раз. Ось версія Ліона Фейхтвангера, викладена ним у романі «Настане день»:Корнелія була родичкою великої частини старої римської знаті, яка таємно або явно ненавиділа імператора Доміціана. У 91р.,бажаючи відволікти народ від своїх військових невдач,Доміціан за допомогою фальшивих свідчень звинуватив цнотливу Корнелію в порушенні обітниці і стратив. До найближчого оточення імператора входив Деціан.Як і багато знатних чоловіків Риму,він був закоханий у Корнелію,намагався заховати її та не допустити до страти. Деціану це не вдалося.
"Чому в Римі не хочуть визнати, що у нього не було іншого виходу, як засудити Корнелію до смерті? Він розуміє, що провина багатьох страчених не була встановлена цілком безперечно. Але Корнелія-то дійсно винна! Чому саме в її провину люди не хочуть повірити? Потрібно знайти спосіб це довести...для його по-дурному недовірливих підданих".
"Адже справа ясніше ясного. Йдеться про релігію, про моральність - і тільки. Я ставлюся до свого сану верховного жерця дуже серйозно. Святиня Вести, її осередок довірені моїй охороні. Я можу пробачити, коли справа стосується мого власного вогнища, - він глянув на Луцію з ввічливою і злісною усмішкою, - але я ніяк не можу цього зробити, якщо постає питання про чистоту вогнища".
"У суспільстві, яке буде поводити себе так, як наша знать, зрештою не залишиться ні чиновників, ні солдат, а одні тільки сластолюбці. Імперія загине, якщо її знать буде розкладатися і далі.
На сміливому, ясному обличчі Луції з'явився той вираз глузування, проти якого він був безсилий.
- І, значить, заради цього ти загубиш Корнелію? - запитала вона.
- І заради цього теж, - відповів він, але вже більш миролюбно."
Знать не пробачила загибелі безневинної Корнелії і почала готувати змову. Дружина імператора підтримала змовників,і у 96р. Доміціан був вбитий.
На думку римського історика Гая Светонія Транквілла,Доміціан не був поганим імператором-він ревно стежив за громадською моральністю:заборонив кастрацію хлопчиків, обмежив покази пантоміми в публічних місцях,у 83р. стратив відразу трьох з шести весталок,наказавши їм самим обирати смерть. Корнелію,одного разу виправдану і знову викриту,він наказав поховати заживо,а її коханців засікти різками до смерті.Лише одному з них(наближений до імператора, який визнав свою провину) він дарував життя,відправивши у вигнання. Светоній вважав провину Корнелії безсумнівною.А ось Пліній Молодший,на відміну від Светонія, не був впевненим щодо провини Корнелії. Він вважав справу дивною.Старша весталка вже була підсудною,була виправдана, але Доміціан знову порушив справу через вісім років. Її «спокусника» імператор помилував,хоча за законом його повинні були засікти різками. Пліній вважав, що у Валерія Ліцініана не було іншого виходу,крім як обмовити Корнелію. Доміціан шаленів у безмірній злобі і «хотів закопати Корнелію живою,мав на меті прославити свій вік такого роду прикладом». Слави великого мораліста Доміціан не здобув ні у сучасників,ні у нащадків, але в історії він дійсно залишився.